# NGC 2788
NGC 2788 (również PGC 25761) – galaktyka spiralna (Sab), znajdująca się w gwiazdozbiorze Kila. Odkrył ją John Herschel 29 stycznia 1835 roku.